# Loyola croesus
Loyola croesus is een insect uit de familie van de gaasvliegen (Chrysopidae), die tot de orde netvleugeligen (Neuroptera) behoort. 
Loyola croesus is voor het eerst wetenschappelijk beschreven door Gerstäcker in 1894.